# صموئيل جي. أرنولد
صموئيل جي. أرنولد (بالإنجليزية: Samuel G. Arnold)‏ هو مؤرخ ومحامي وسياسي أمريكي، ولد في 12 أبريل 1821 في الولايات المتحدة، وتوفي في 14 فبراير 1880 في الولايات المتحدة. حزبياً، نشط في الحزب الجمهوري. وقد انتخب عضو مجلس الشيوخ الأمريكي عن دائرة رود آيلاند (1 ديسمبر 1862 – 3 مارس 1863).